# NGC 5992
NGC 5992 is een spiraalvormig sterrenstelsel in het sterrenbeeld Ossenhoeder. Het hemelobject werd op 18 maart 1787 ontdekt door de Duits-Britse astronoom William Herschel.

## Synoniemen
- UGC 10003
- IRAS 15425+4114
- MCG 7-32-49
- ZWG 222.47
- MK 489
- KCPG 471A
- PGC 55913